# کافیر-کوموخ
کافیر-کوموخ (به لاتین: Kafyr-Kumukh) یک منطقهٔ مسکونی در روسیه است که در داغستان واقع شده‌است.